# Ульяновский областной театр кукол
Ульяновский областной театр кукол имени Народной артистки СССР В. М. Леонтьевой — кукольный театр в Ленинском районе Ульяновска, основанный 1 апреля 1944 года.

## История

### История здания
В 1900 году было решено возвести здание для отделения Государственного банка в Симбирске. Для этого у дворянина Н. Фёдорова был выкуплен участок. Проектирование здания было поручено архитектору  А. А. Шодэ. Строительство шло в течение 5-ти лет, и 30 октября 1905 года новое помещение было открыто. Это был каменный двухэтажный дом с двумя деревянными флигелями. В каменном доме велись банковские операции, во флигелях проживали служащие. В 1916 году была сделана пристройка — кладовая для хранения серебра. В этой части города это был один из самых дорогих объектов недвижимости. В декабре 1917 года банк национализировали. В 1919 году в здании разместился Губернский финансовый отдел, а 24 января 1921 года помещение отвели Рабоче-Крестьянской инспекции. С 1935 по 1970 гг. в нём находился городской Дворец пионеров. Дворец пионеров носил имя А. И. Ульяновой-Елизаровой, так как это была её идея открытия Дворца, она же выбрала подходящее здание, будучи в Ульяновске в 1931 году. В годы Великой Отечественной войны здесь устроили общежитие для рабочих различных фабрик. В 1970 году бывшее здание Дворца пионеров  было передано театру кукол.  
Решением Исполнительного комитета Ульяновского областного Совета депутатов трудящихся от 06.12.1973 г. № 834 «О дополнительном списке памятников истории и культуры г. Ульяновска и области, подлежащих государственной охране», Здание банка является объектом культурного наследия города Ульяновска регионального значения. 

### История театра кукол
Ульяновский областной театр кукол основан 1 апреля 1944 года под руководством артистов московской оперетты Н. В. и М. Н. Мисюра. В 1945 году театр получил статус профессионального, а в 1948 году открыл сезон в здании Дома Учителя, где в настоящее время располагается Министерство искусства и культурной политики Ульяновской области (Спасская улица, 10). Самым первым спектаклем театра стала постановка «Коза-дереза». В 60-80-е годы эмблемой театра был Буратино, и его кукла сидела на балкончике над входом в здание. 
В июне 1999 года начались строительные работы: с полного сноса дворовой части — 2/3 здания. Остался лишь фасад. В декабре 2000 г. театр отпраздновал новоселье. На 60-летие театра в 2004 году главной темой стала необходимость нового ремонта. Он был выполнен в 2005 г. на средства, пожертвованные частным благотворителем.

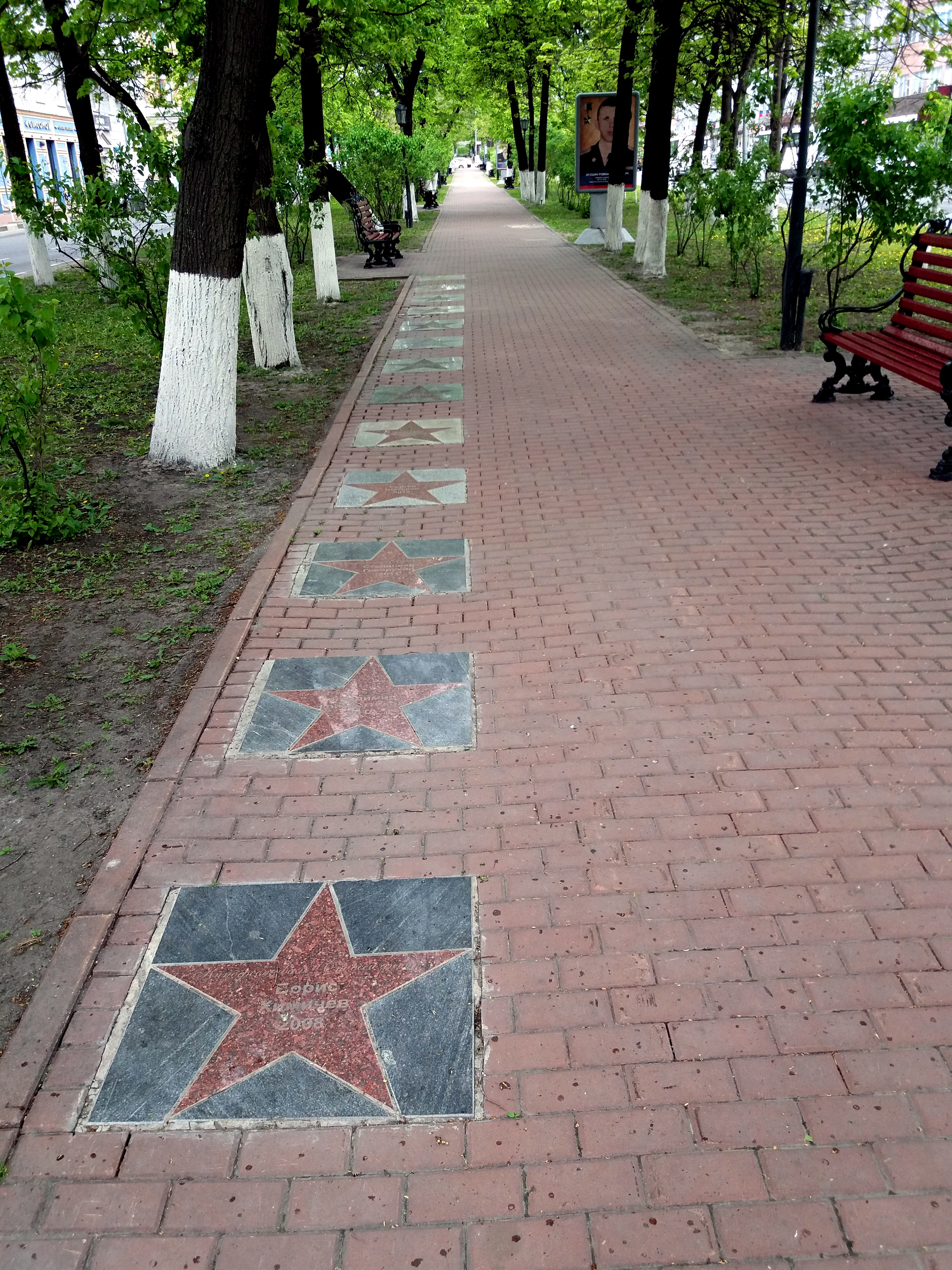
«Аллея Звёзд» кинофестиваля «От всей души».

17 июля 2007 года театру кукол было присвоено имя народной артистки СССР В. М. Леонтьевой. В музее создан уголок памяти, в котором среди множества экспонатов находится уникальный аудио диск с голосом В. М. Леонтьевой, копии кукол из передачи «Спокойной ночи, малыши !», сделанные в мастерских театра.
1 августа 2007 года появилось оригинальное сооружение в виде двух кресел — кресло «тет-а-тет», скреплённых небольшим столиком, на котором лежат якобы забытые «тётей Валей» очки. На одной из спинок кресла — надпись: «Самое дорогое — общение с людьми. В. М. Леонтьева».
В 2008 году Ульяновским театром кукол при поддержке Правительства Ульяновской области, Департамента культуры и архивного дела Ульяновской области был учрежден 1-й межрегиональный фестиваль театров кукол «Кукольный формат 2008». В фестивале приняли участие театры кукол Приволжского федерального округа.
25 декабря 2016 года состоялось открытие филиала театра в Димитровграде (ул. Королёва, д. 1). (Положение о Димитровградском филиале)

## Аллея звёзд
В 2008 году, напротив театра кукол, в сквере, расположилась «Аллея звёзд» кинофестиваля «От всей души», где устанавливают именные звёзды победителям Гран-при кинофестиваля — приз «Честь и достоинство».
1 августа 2008 года на «Аллее звёзд», в сквере, напротив театра был установлен памятник народной артистке СССР В. М. Леонтьевой.
Обладателями ульяновских звёзд стали: народный артист Российской Федерации Борис Химичев (2008 год), заслуженный деятель искусств Российской Федерации Владимир Грамматиков (2010 год), народный артист Российской Федерации Станислав Говорухин (2011 год), народный артист Сергей Шакуров (2012 год), народная артистка Российской Федерации Светлана Дружинина (2013 год), народная артистка Российской Федерации Алла Сурикова (2014 год), народная  артистка РФ Лидия Шукшина  (2015), также, в разные годы, обладателями Гран-при — Приза губернатора Ульяновской области «Честь и достоинство» становились: народная артистка Российской Федерации Светлана Дружинина (2013), режиссёр Эмир Кустурица (Сербия) (2016), народный артист РФ, дирижёр российского государственного симфонического оркестра кинематографии Сергей Скрипка (2017), Чулпан Хаматова (2018, демонтирована 23.10.2023), Владимир Хотиненко (2019), Александр Филиппенко (2021), народный артист РФ Фёдор Добронравов (2022) и Андрей Соколов (2023) . 1 июня 2024 года на «Аллее звёзд» открыли именную звезду — обладателя Гран-при — Приза Губернатора Ульяновской области «Честь и достоинство» народного артиста России Александра Домогарова . С 27 по 31 мая 2025 г. в Ульяновске прошёл XVI Международный фестиваль кино и телепрограмм для семейного просмотра имени Валентины Леонтьевой «От всей души». На «Аллее звёзд» открыли именную звезду — обладателя Гран-при — Приза Губернатора Ульяновской области «Честь и достоинство» народного артиста РСФСР (1984), Героя Труда Российской Федерации (2020) Никиты Михалкова.

## Театральный музей
В театральном музее Ульяновского театра кукол имени народной артистки СССР В. М. Леонтьевой (открыт в 1991 г.) располагается уникальная экспозиция — многофигурная композиция мастера-умельца Алексея Антоновича Морозова (1867, Шадринск — 1936, Майна), изготовленная им в 1905 году. Каждая из 60 миниатюрных кукол, представляющих крестьянский быт того времени, выполняет свою роль. Композиция составлена самим автором, стремившемся рассказать о жизни и быте своих современников. Это маленький макет его родного села. Фигуры людей выполнены из бука, ясеня, ольхи, вишни. До наших дней они дошли в идеальном состоянии. Более 100 лет коллекция удивляет зрителей. Также в экспозиции музея представлены театральные куклы разных технологических систем, афиши, награды театра.

## Репертуар

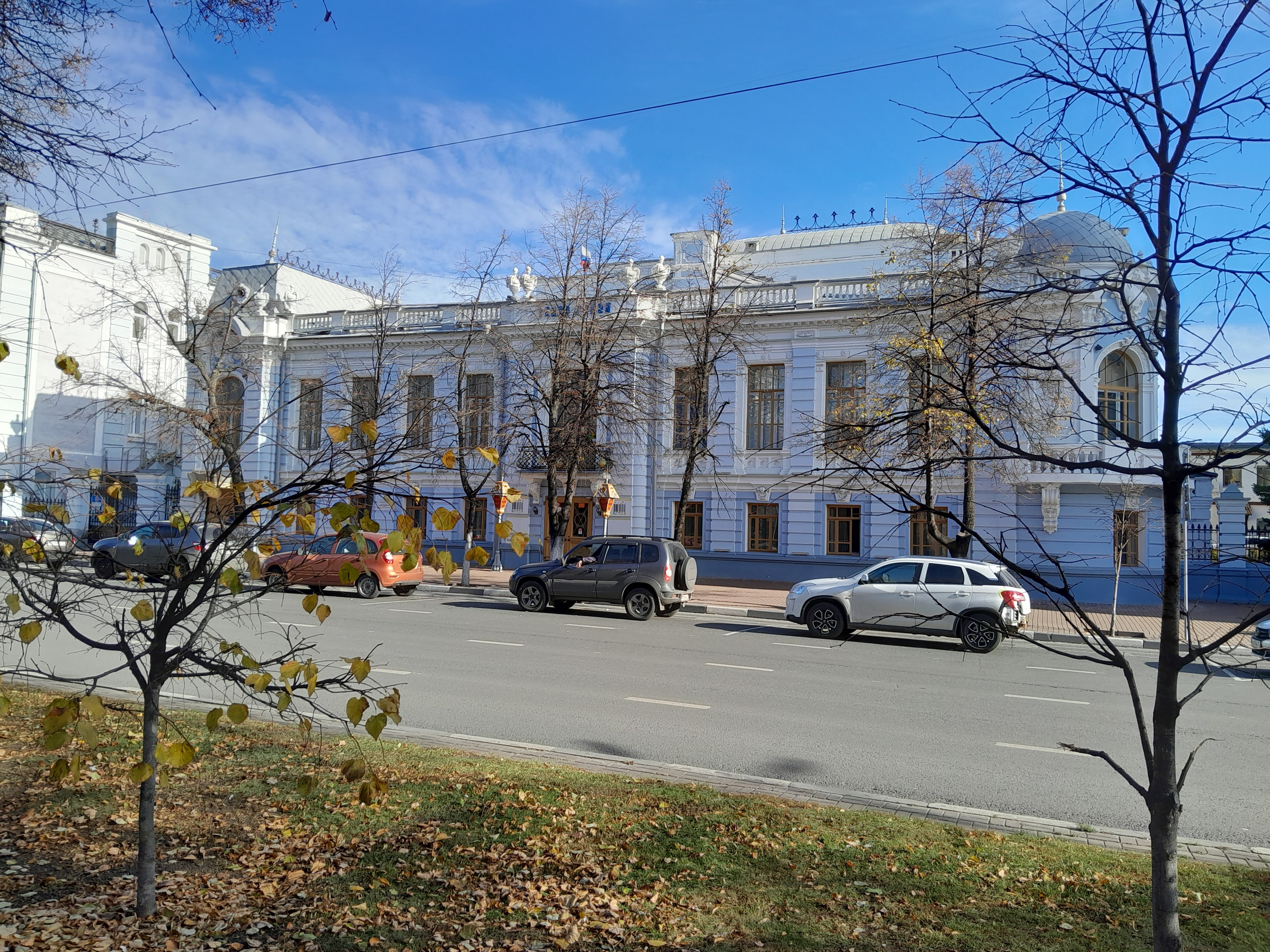
Ульяновский театр кукол.

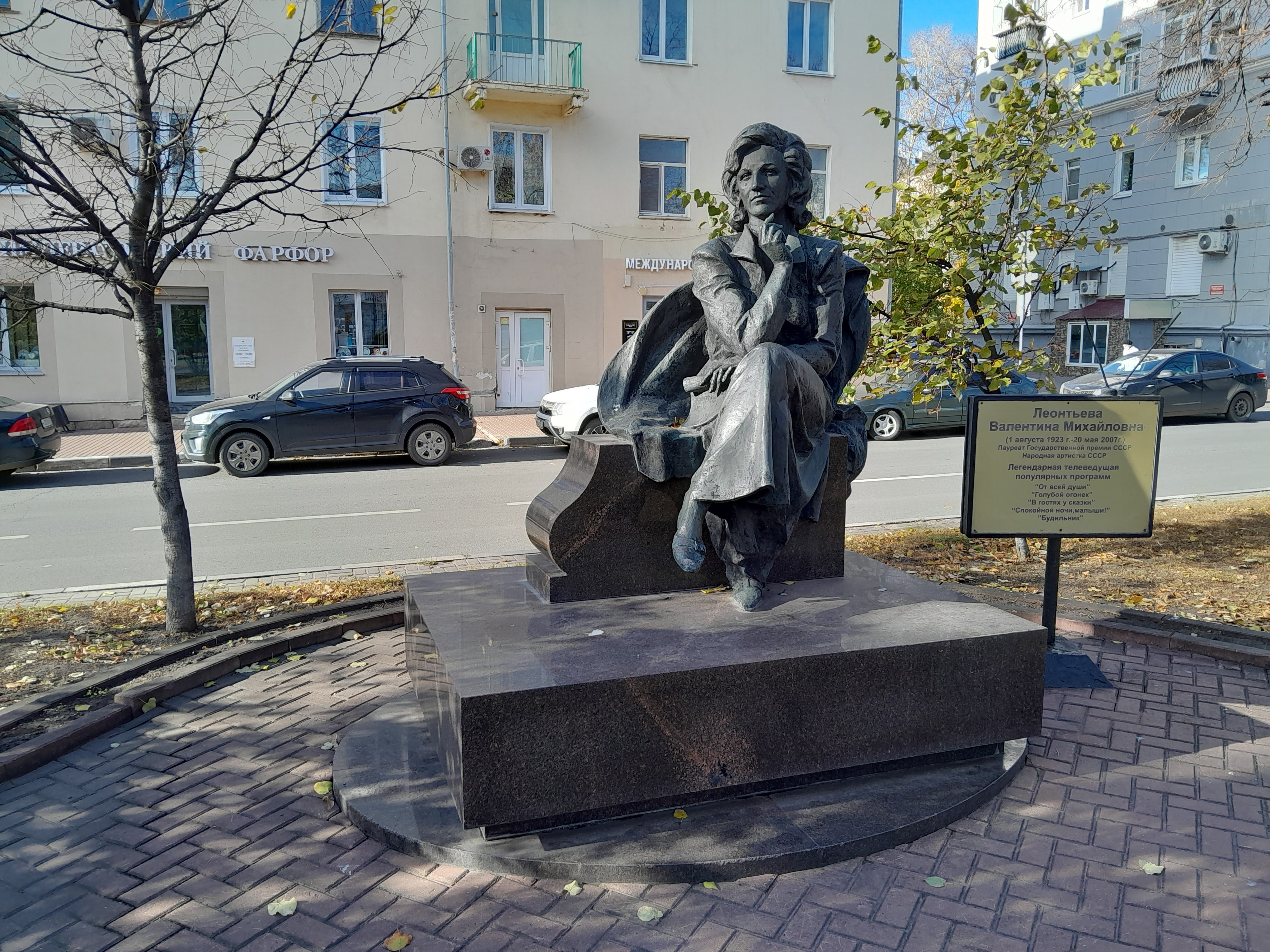
Памятник В. М. Леонтьевой.

- Ульяновский театр кукол.Памятник В. М. Леонтьевой.Аистёнок и пугало (Лопейская Л.,Крчулова Г.) — январь 1997

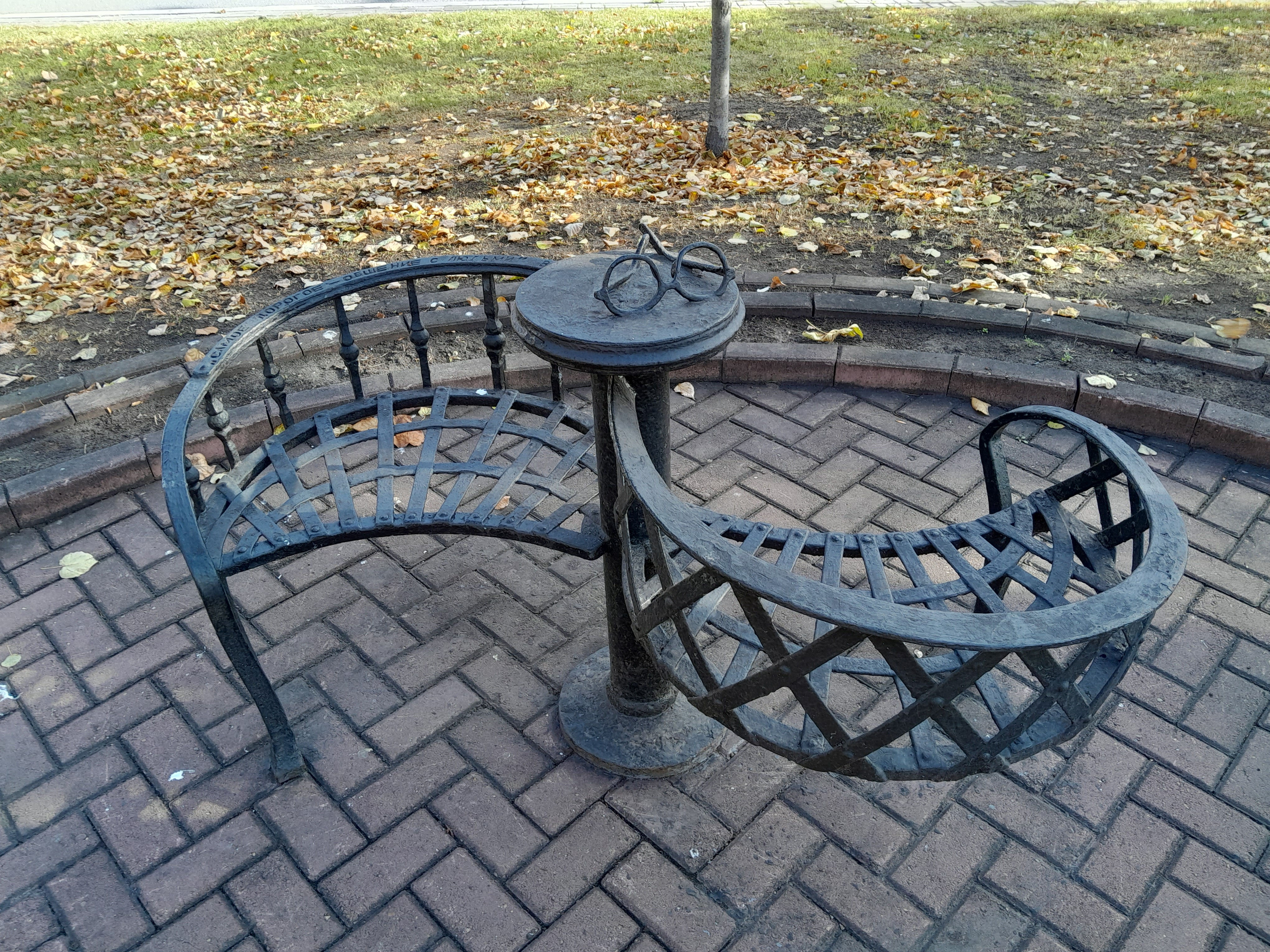
Памятный знак - Кресло тет-а-тет.

- Памятный знак - Кресло тет-а-тет.Ай да репка! (Токмакова И.) — май 2002
- Ай кю или жених по интернету (Цанкова В.) — ноябрь 2002
- Айболит-66 (Доктор Айболит) (Коростылёв В.) — ноябрь 1996
- Алёнушка и солдат (Лифшиц В., Кичанова И.) — январь 1998
- Бука (Веселые игры) (Супонин М.) — март 1995
- Волк и семеро козлят (Иорданов И.) — сентябрь 1994
- Волшебная ёлка (Макаров Ю.) — март 2001
- Дочь золотого змея (Бажов П.) — апрель 2003
- Журавлиные перья (Киносита Д.) — декабрь 1992
- Заяц, лиса и петух (Шувалов Н.) — декабрь 1999
- Золотой петушок (Пушкин А.) — декабрь 2002
- Колобок (Патрик Е., Ландау Г.) — май 2002
- Кот в сапогах (Прокофьева С.,Сапгир П.) — декабрь 1998
- Курочка ряба (Качанов Р.) — декабрь 1991
- Лисёнок-плут (Павловскис В.) — март 1996
- Муха-Цокотуха и Мойдодыр (Чуковский К.) — май 1988
- Настоящий Дед Мороз (Абрамцева Н.) — декабрь 2002
- О рыцаре де Конте (Палагин А.) — сентябрь 1997
- Огниво (Андерсен Х. К.) — июнь 1995
- По щучьему велению (Тараховская Е.) — декабрь 1989
- Прекрасная Галатея (Влюблённые боги) (Дарваш С.) — апрель 2002
- Пудик ищет песенку (Булышкина И.) — сентябрь 2001
- Сказка о рыбаке и рыбке (Пушкин А.) — сентябрь 1998
- Сказка про Ваньку с мамкой, собаку Белу (Борис Шергин) — февраль 2003
- Снежная королева (Кривое зеркало Тролля) (Х. К. Андерсен) — декабрь 2002
- Солнечный зайчик (Маслов В.) — сентябрь 2003
- Считаю до пяти… (Бартенев М.) — сентябрь 1998
- Терем-теремок (Маршак С.) — сентябрь 1995
- Ты, я и кукольник (Юрковский Г.) — октябрь 2002
- Хами-необыкновенный (Стойчев Д.) — август 1991
- Царевна-лягушка (Василиса Прекрасная) (Гернет Н.) — октябрь 1999
- Часы с кукушкой (Прокофьева С.) — сентябрь 1997
- Шайтан-кожаное ухо (Мингалимов Р.) — май 1999
- Щелкунчик (Принцесса Пирлипат) (Гофман Э. Т. А.) — декабрь 2000
- Я вас люблю, ромашка (Когда ромашка расцветает) (Козлов С.) — ноябрь 1990
- Три поросёнка (Костоусова Е. В., Рудич И. А.) — 2014

## Актерский состав
В театре много лет работали такие актёры как: Вячеслав Новицкий, Евгений Ванюшин, Никитин, Владимир Архипович — главный режиссёр, заслуженных деятелей искусств РСФСР (1975) и многие другие:
- Юлия Гореванова
- Павел Лукьянов
- Ольга Леонтьева
- Наталья Ляхова
- Максим Бизяев
- Людмила Доронина
- Константин Мануйлов
- Ирина Рудич
- Илья Фалюшин
- Иван Луценко
- Иван Альгин
- Елена Костоусова
- Елена Кондрашина
- Вячеслав Вишенин
- Валентина Модина
- Анна Кутузова
- Андрей Козлов
- Алексей Васильев
- Александра Филиппова

## Театр в филателии
- В 1991 году Министерство связи СССР выпустило ХМК — «Ульяновск. Областной театр кукол»[43].
- В 2003 году Министерство связи России выпустило ХМК — «Ульяновск. Областной театр кукол»[44].

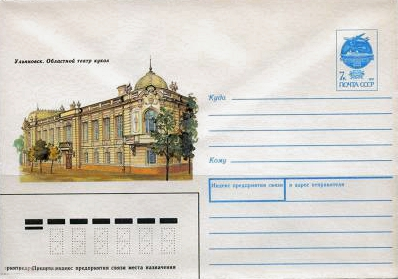
ХМК СССР, 1991. «Ульяновск. Областной театр кукол».

## Галерея

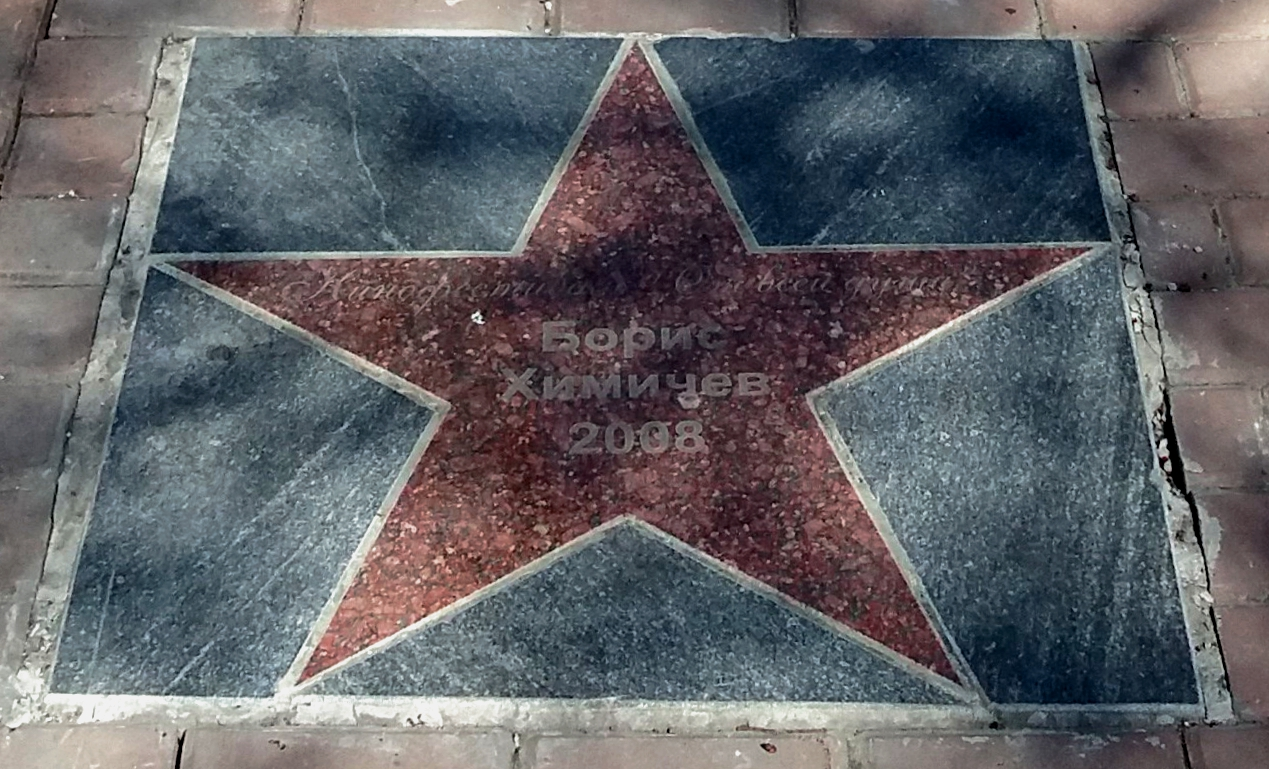
Звезда — Борис Химичев (2008).
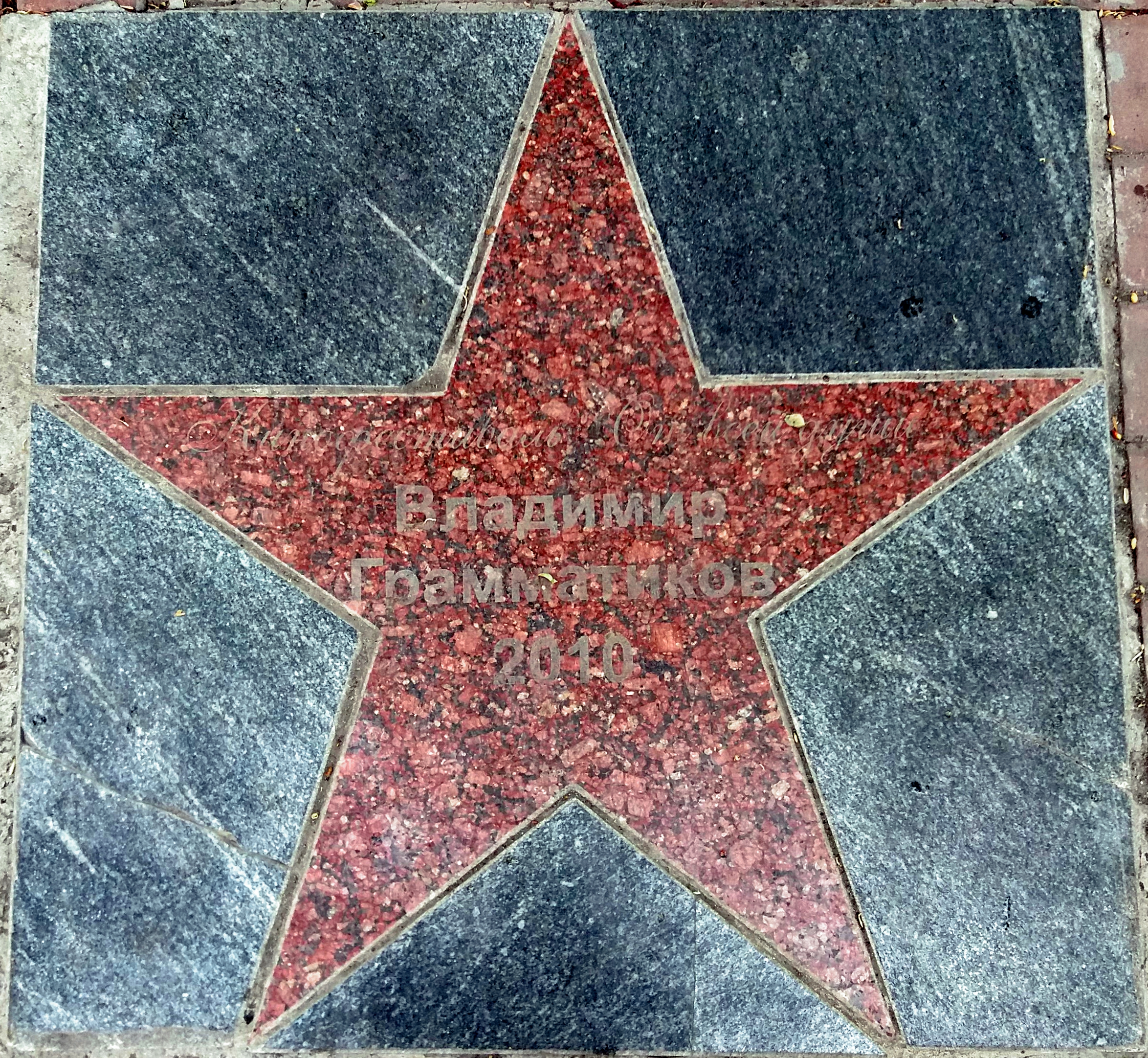
Звезда — Владимир Грамматиков (2010).
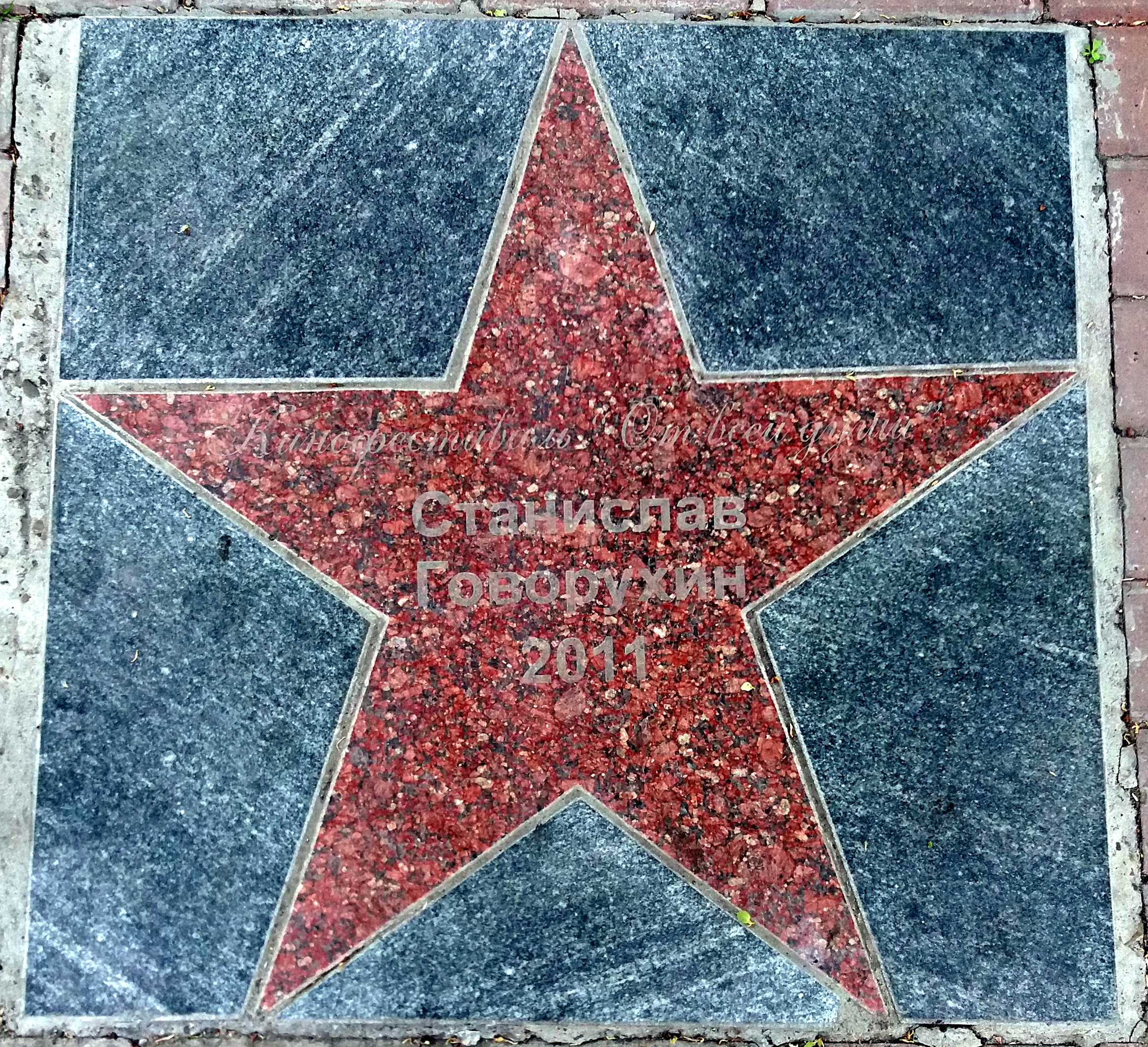
Звезда — Станислав Говорухин (2011).
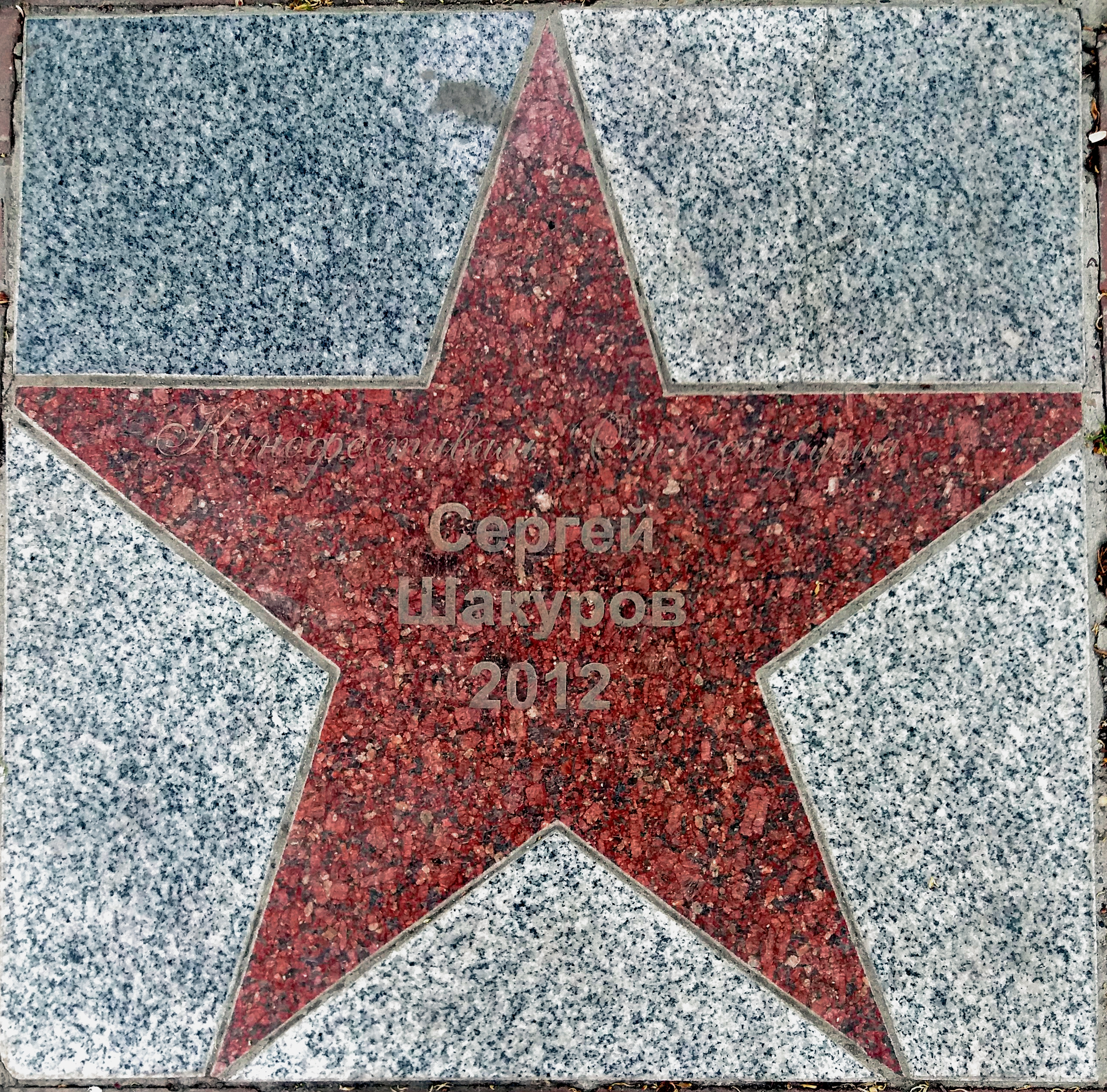
Звезда — Сергей Шакуров (2012).
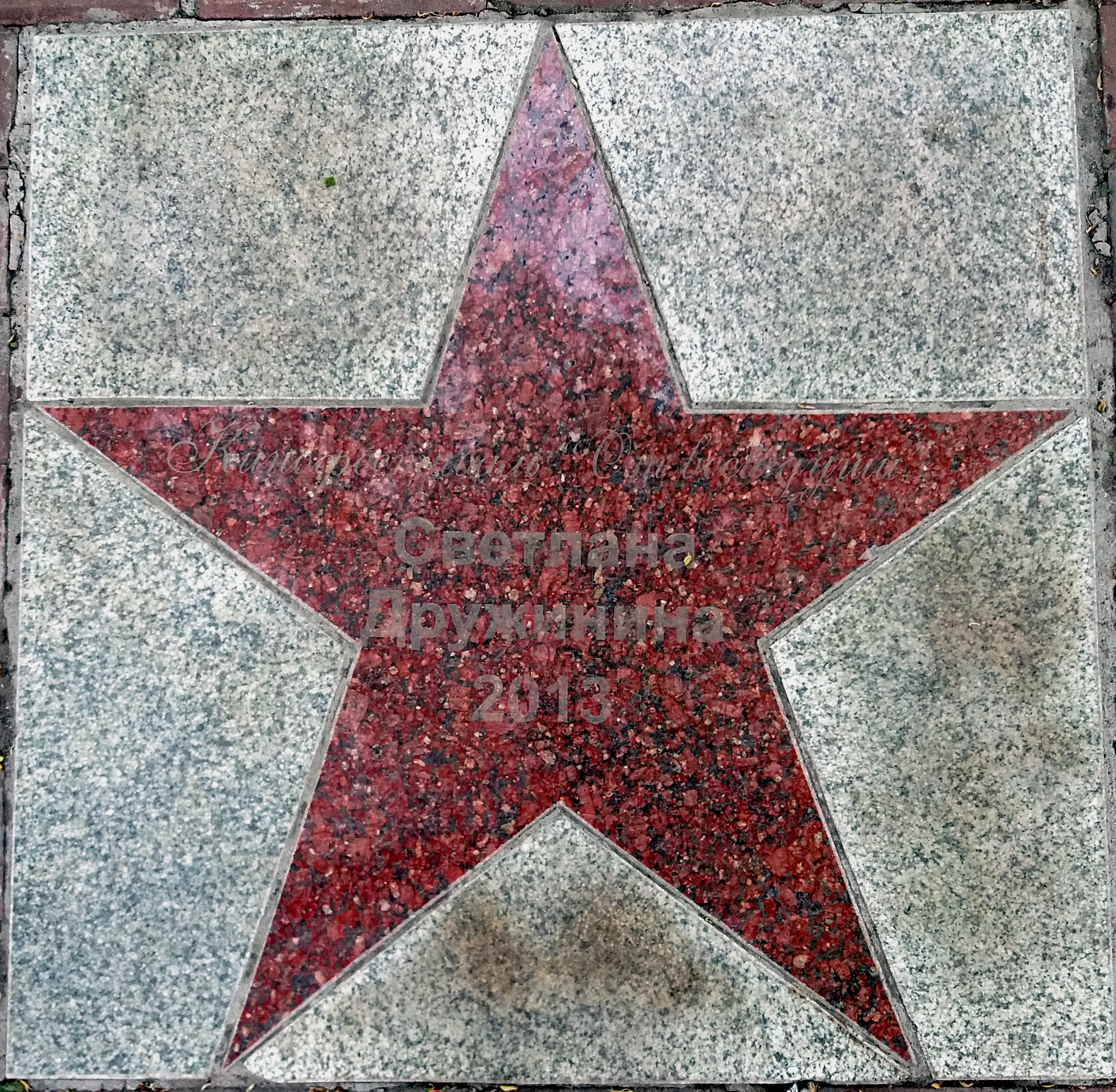
Звезда — Светлана Дружинина (2013).
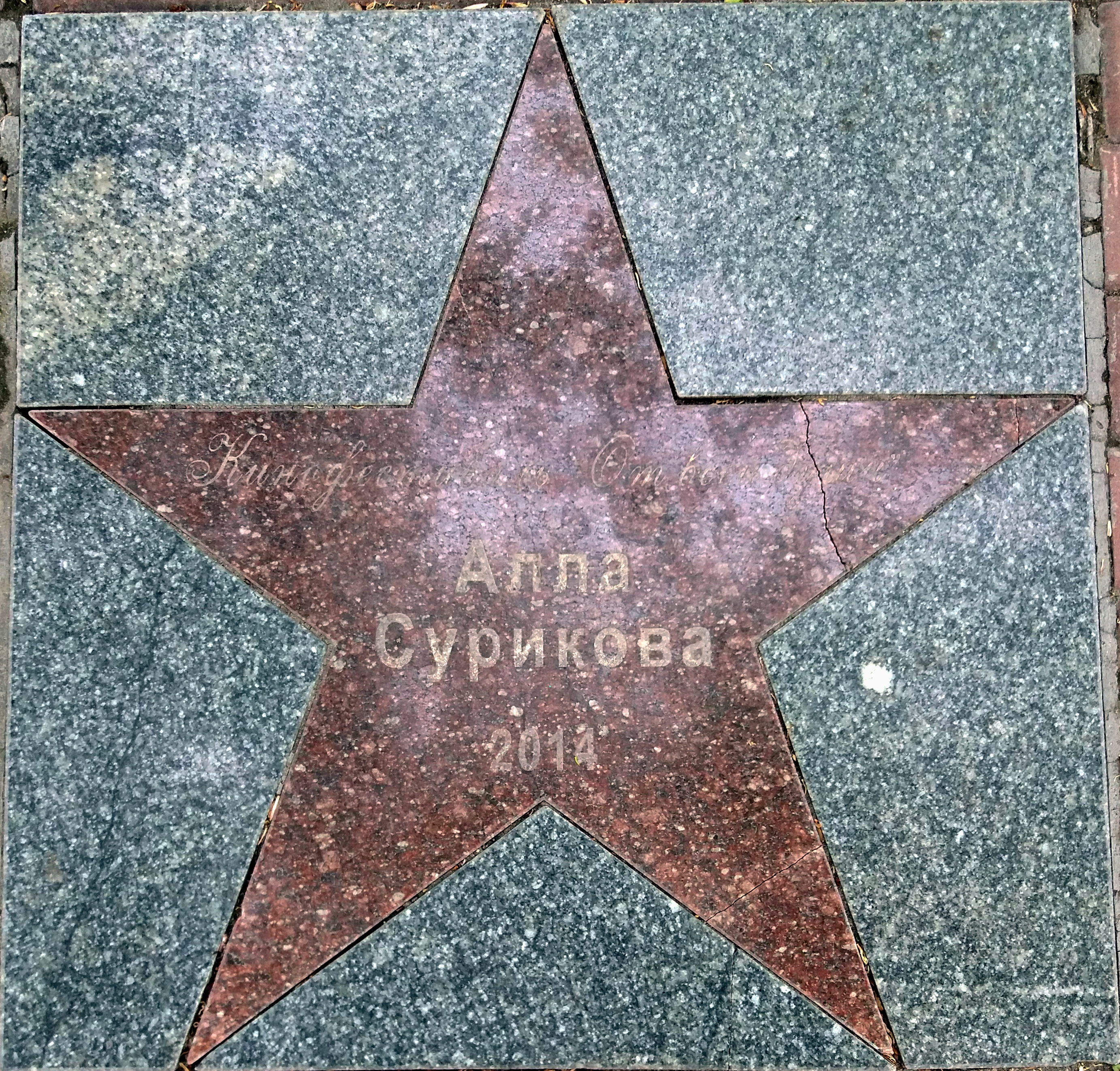
Звезда — Алла Сурикова (2014).
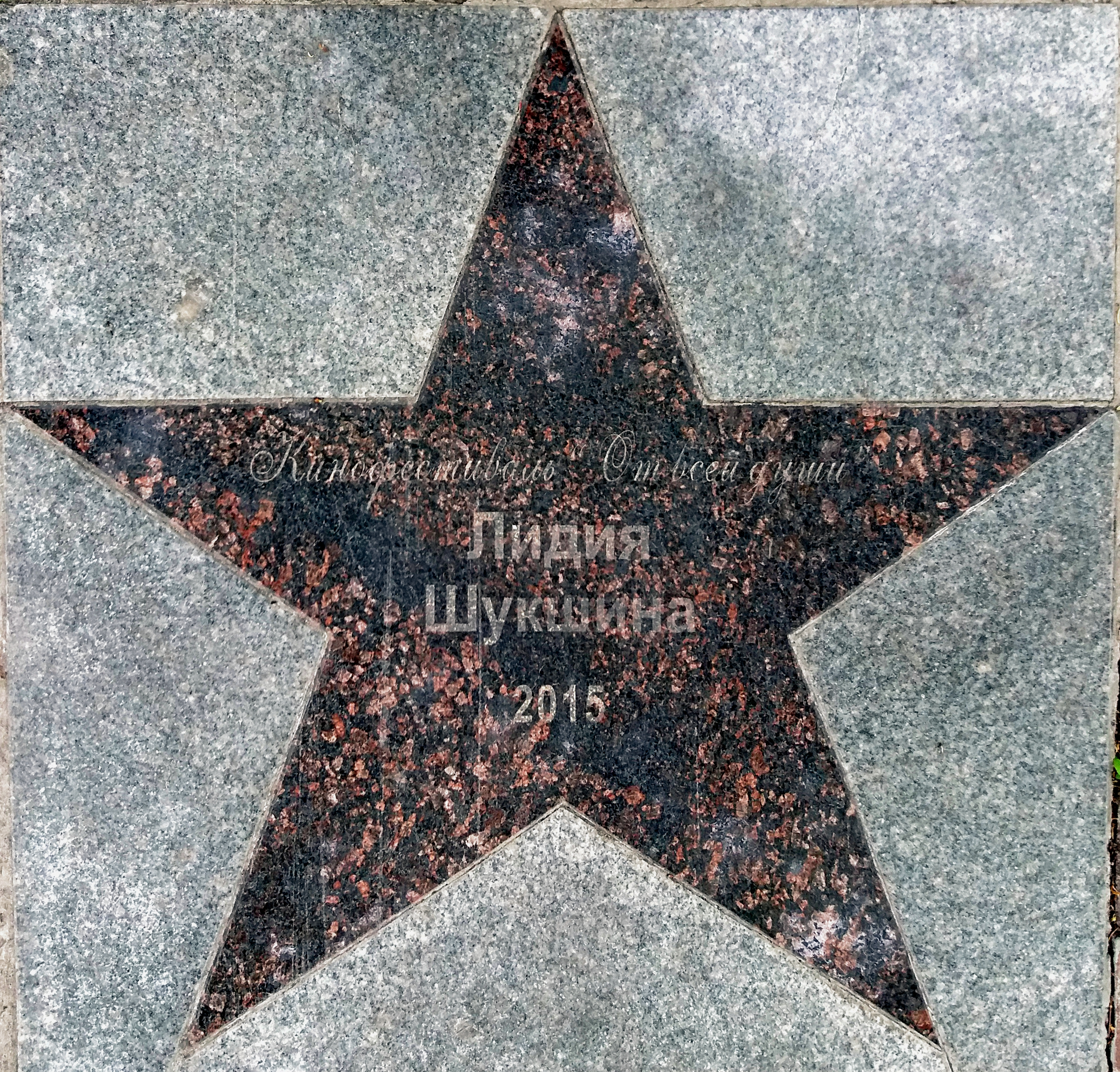
Звезда — Лидия Шукшина (2015).
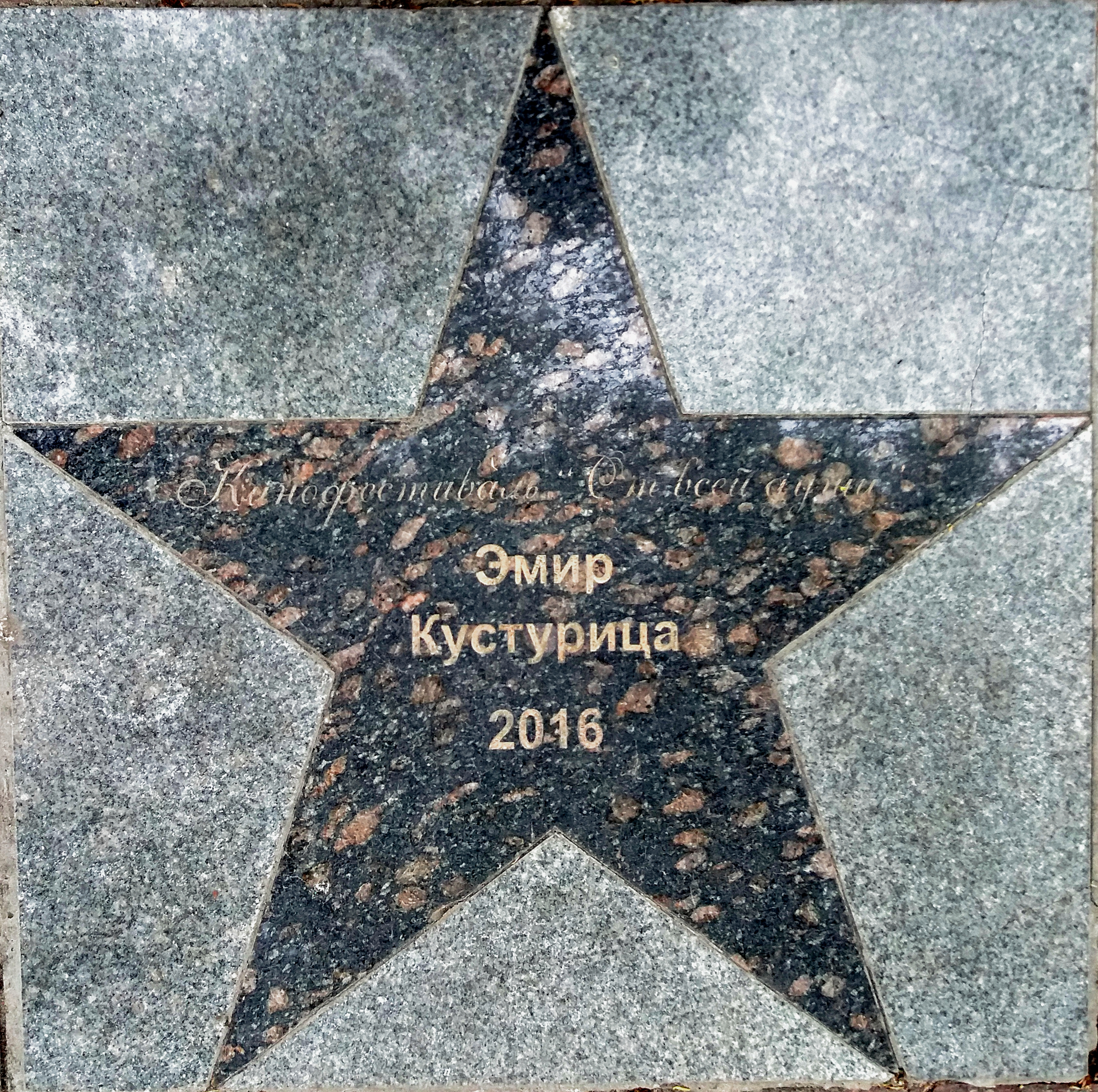
Звезда — Эмир Кустурица (2016).
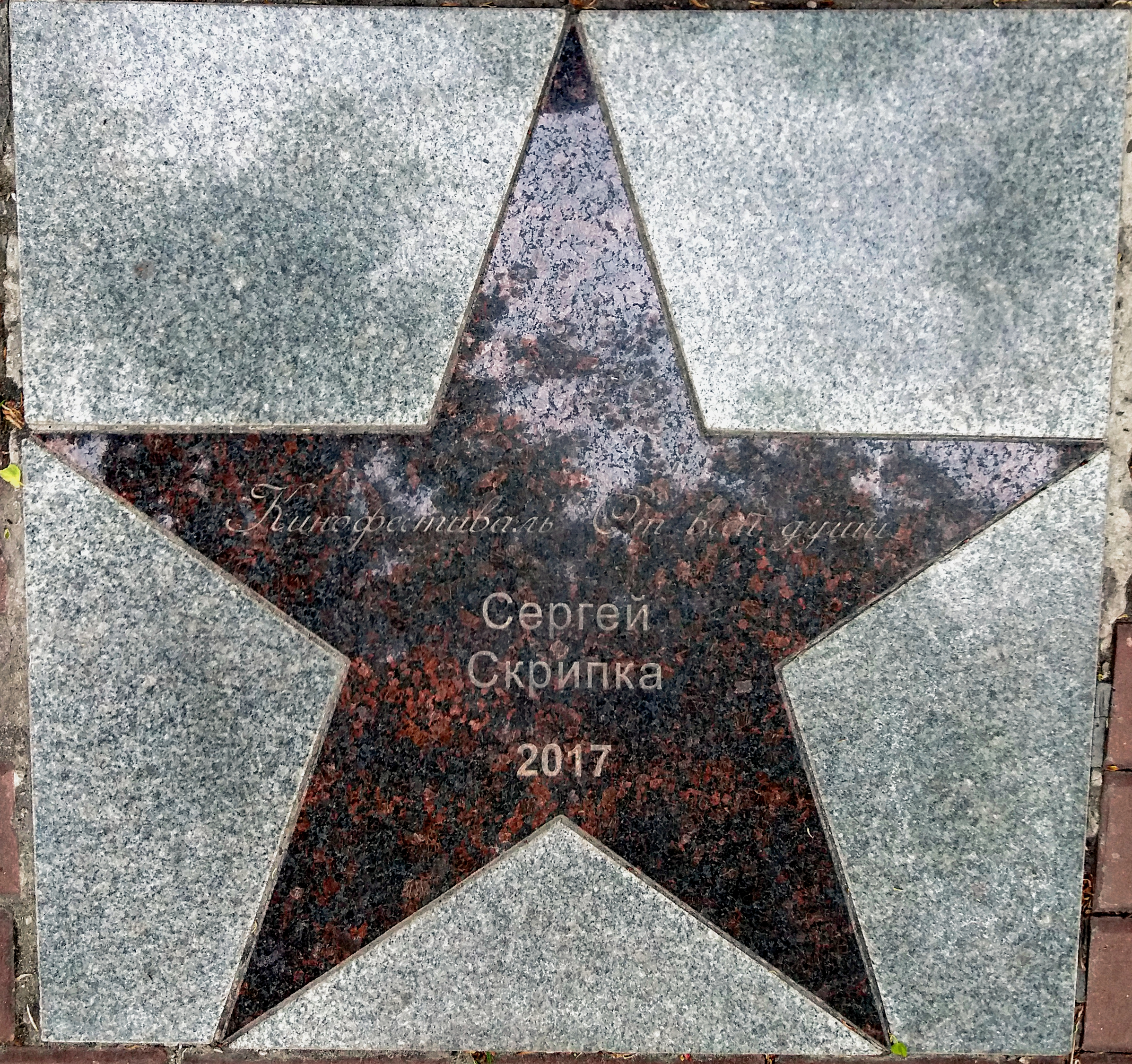
Звезда — Сергей Скрипка (2017)
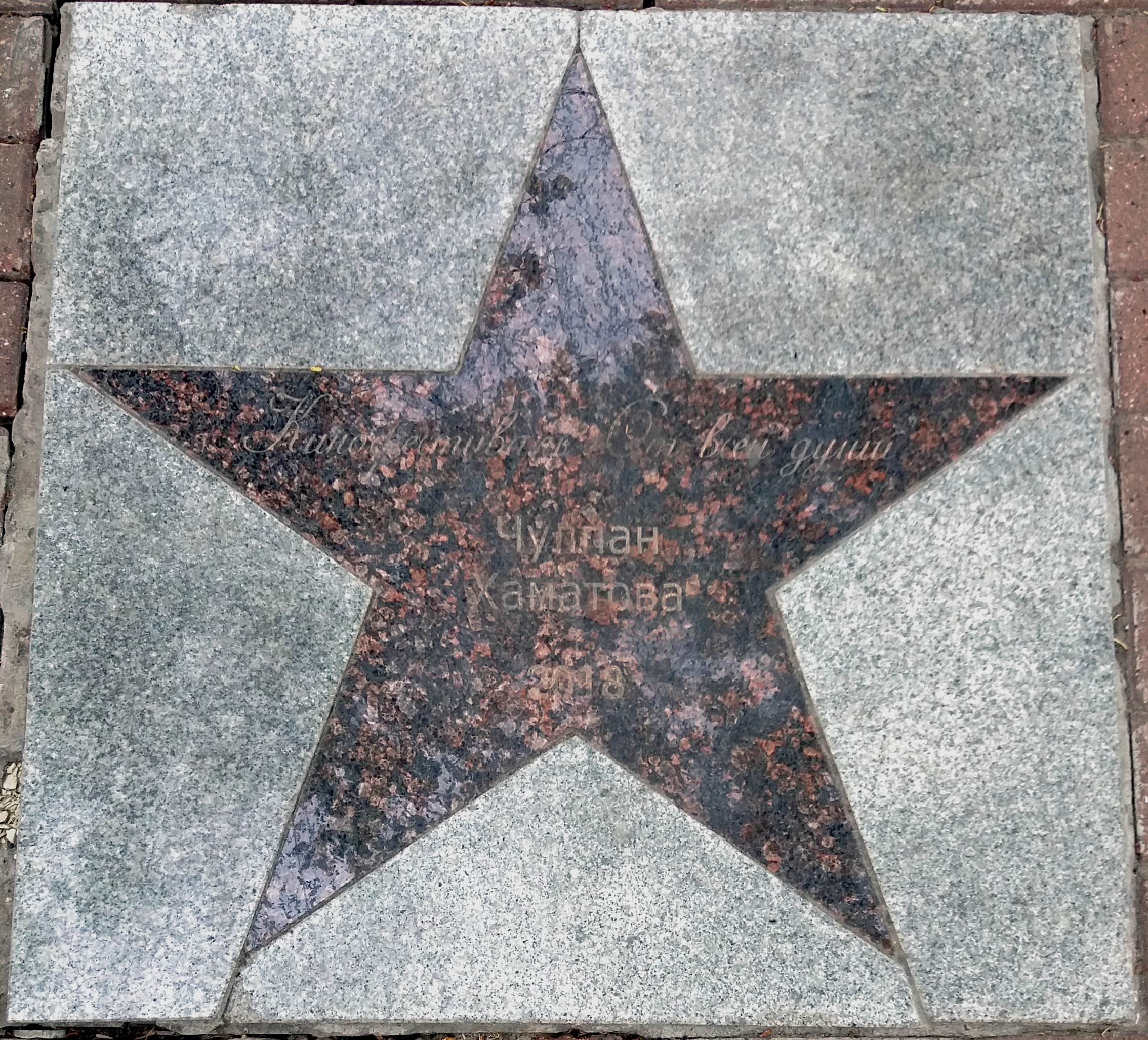
Звезда — Чулпан Хаматова (2018). Демонтирована 23.10.2023 г.
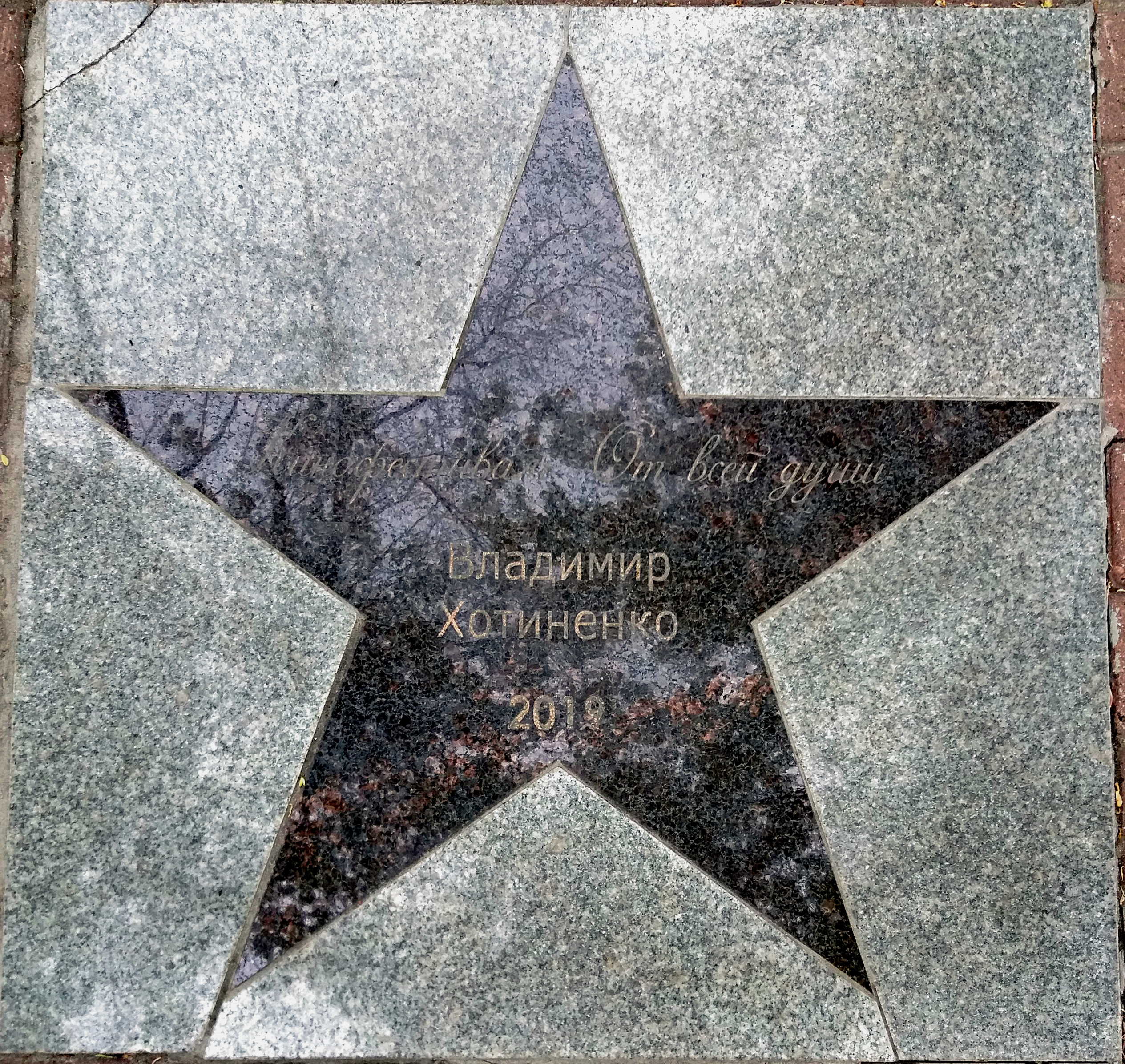
Звезда — Владимир Хотиненко (2019).
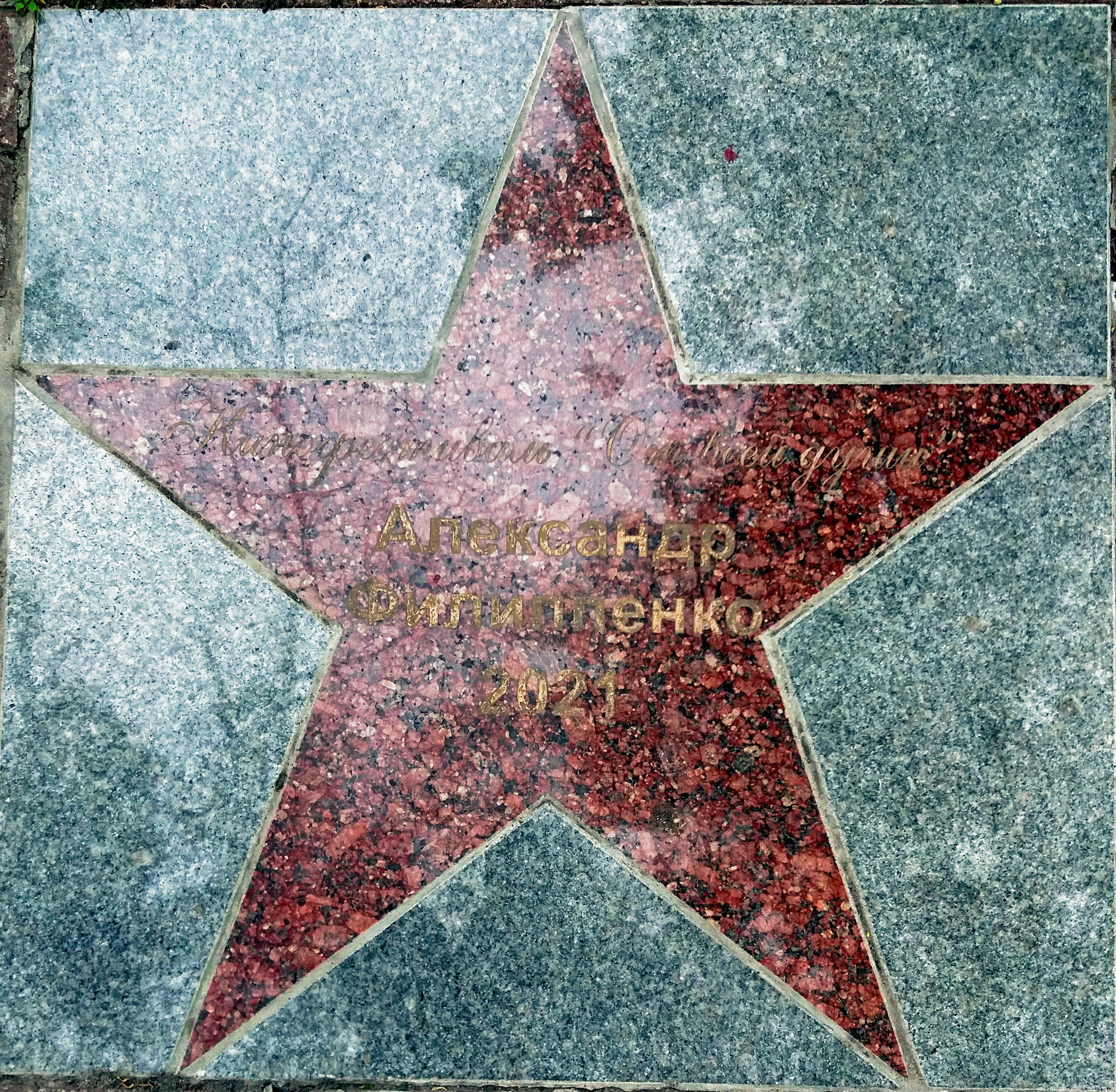
Звезда — Александр Филиппенко (2021).
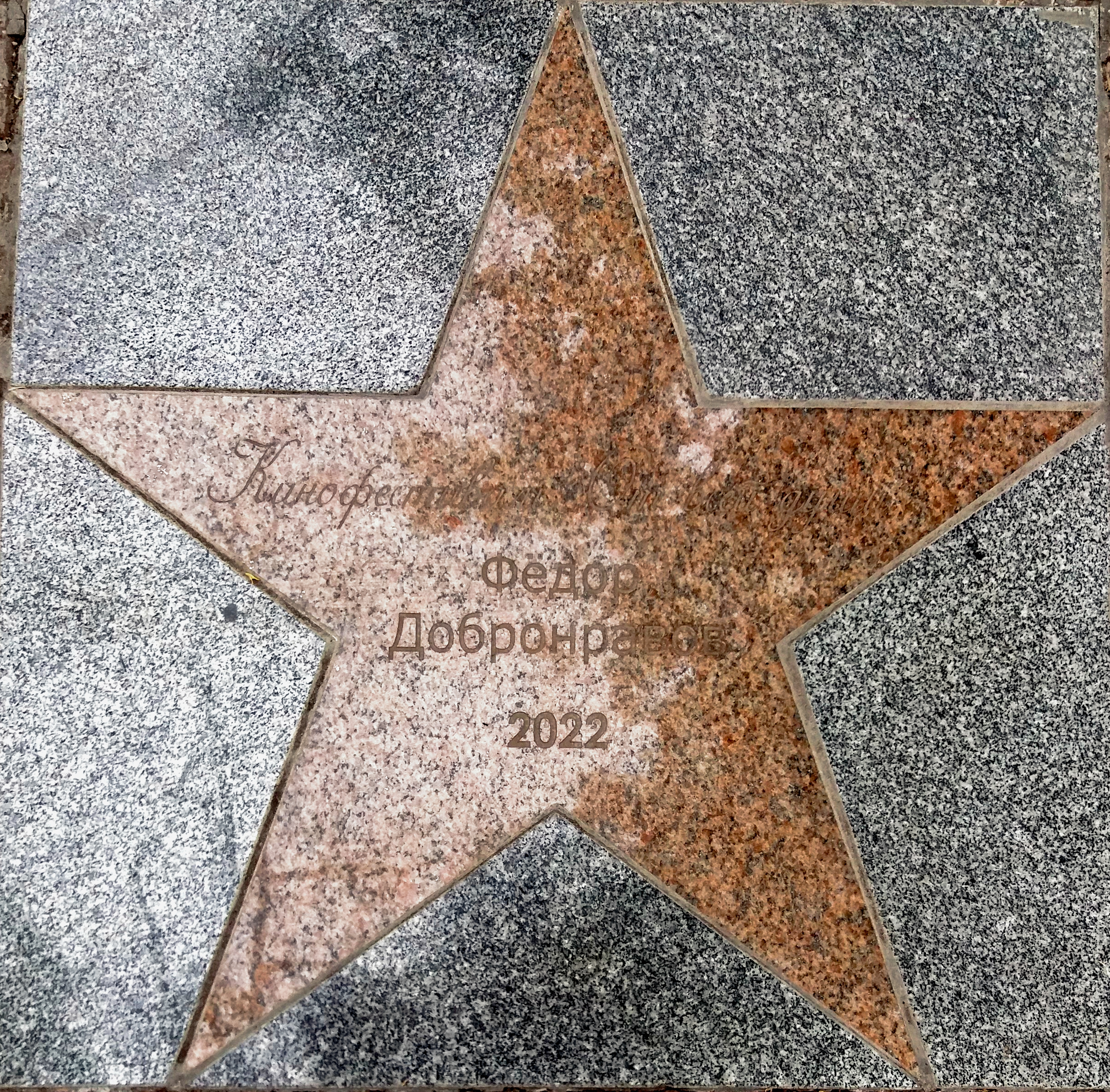
Звезда — Фёдор Добронравов (2022).
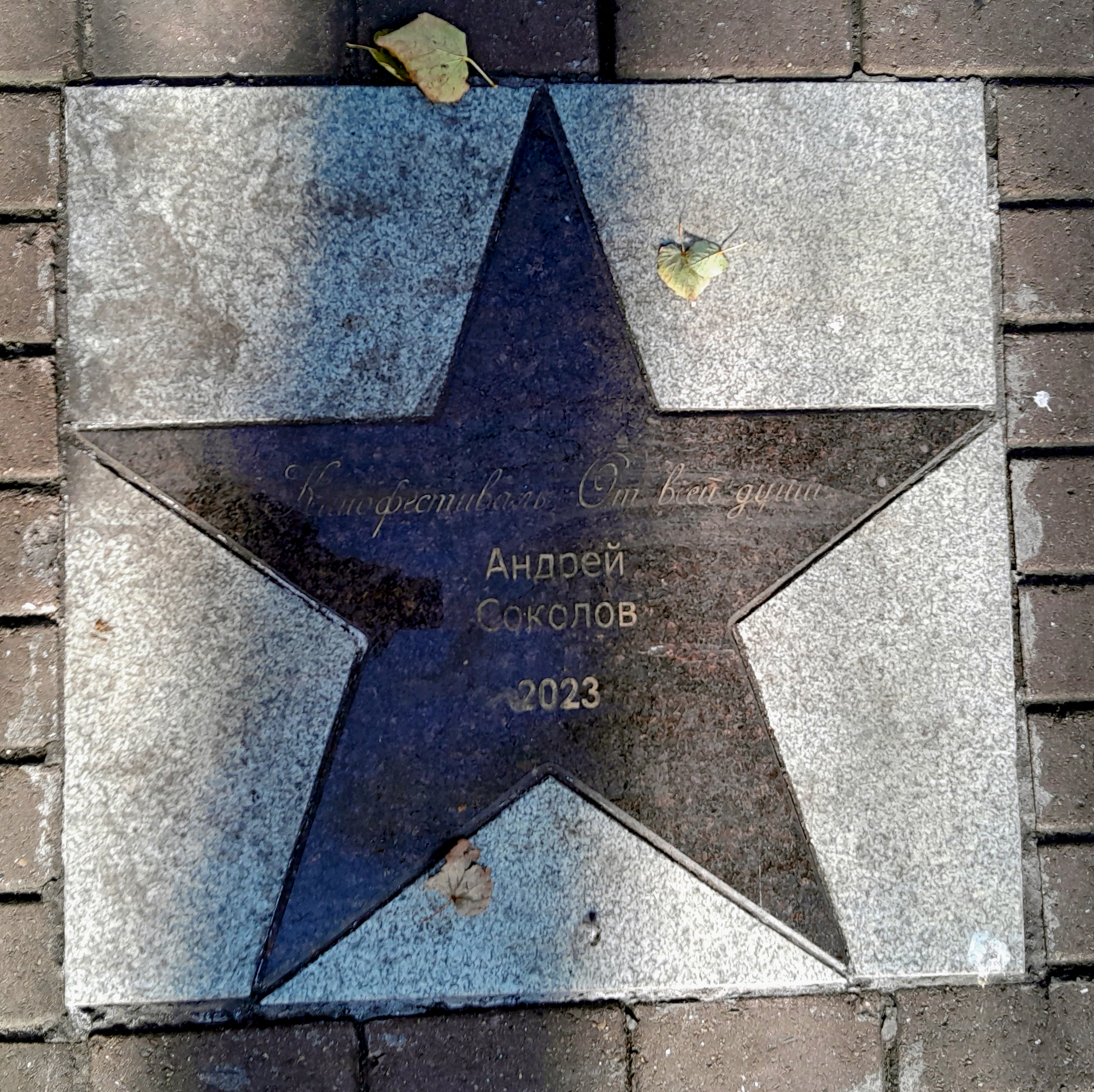
Звезда — Андрей Соколов (2023).
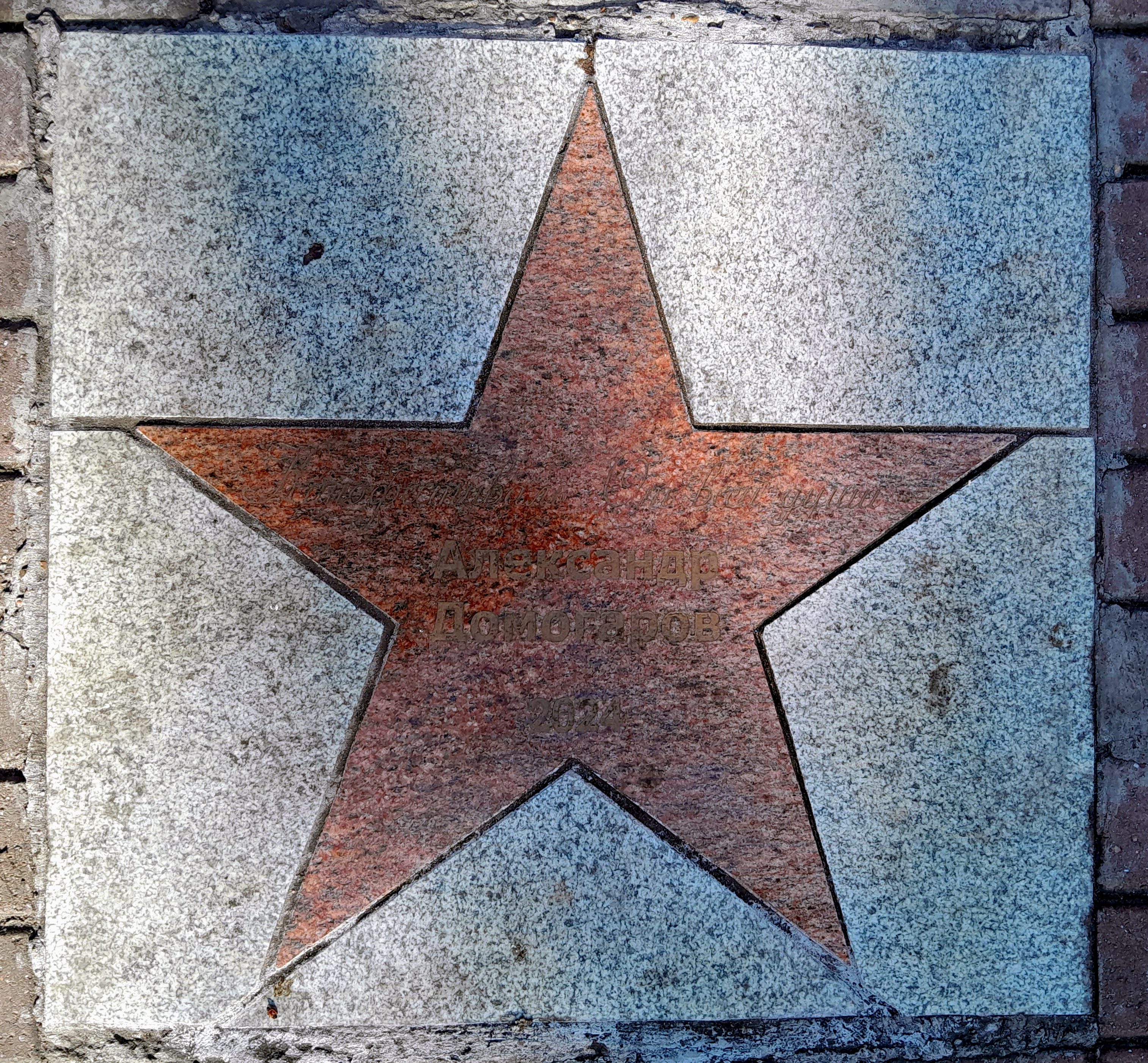
Звезда — Александр Домогаров (2024).